# نییه
شهرک نییه (به اویغوری: نىيە بازىرى)(به چینی: 尼雅镇، به پین‌یین:‌ Níyǎ Zhèn) یک شهرک در جمهوری خلق چین است که مرکز اداری شهرستان نییه می باشد. شهرک نییه ۱٬۴۰۵ متر بالاتر از سطح دریا واقع شده‌است.